# 断橋
断橋（だんきょう、承応元年（1652年） - 正徳5年（1715年））は、江戸時代の黄檗宗の僧。肥前国鹿島藩主鍋島直朝の長男。諱は直孝。
家督を継がず、若くして出家し、法諱を格峰。延宝5年（1677年）、師事した能古見福源寺の桂巌に依頼し、円福山普明寺を開基した。同寺は以後、鹿島藩主の菩提寺となる。